# Cabuna
Cabuna är en ort i Kroatien.   Den ligger i länet Virovitica-Podravinas län, i den östra delen av landet, 120 km öster om huvudstaden Zagreb. Cabuna ligger 130 meter över havet och antalet invånare är 901.
Terrängen runt Cabuna är platt. Runt Cabuna är det ganska glesbefolkat, med 24 invånare per kvadratkilometer. Närmaste större samhälle är Virovitica, 17,4 km nordväst om Cabuna. Trakten runt Cabuna består till största delen av jordbruksmark.